# Du lịch nguyên tử
Du lịch nguyên tử là một phong cách du lịch mới theo đó du khách tìm hiểu Thời đại nguyên tử bằng cách đi du lịch đến các địa điểm quan trọng trong lịch sử nguyên tử. 

## Viện bảo tàng nguyên tử

### Nghiên cứu và sản xuất
- Bảo tàng lịch sử Los Alamos, Los Alamos, New Mexico - hạng mục từ dự án Manhattan
- Bảo tàng Khoa học Bradbury, Los Alamos, New Mexico - lịch sử của Dự án Manhattan
- Lò phản ứng X-10 Graphite, Oak Ridge, Tennessee - lò phản ứng hạt nhân đầu tiên sản xuất plutonium 239
- Địa điểm sông Savannah, South Carolina - nơi sản xuất plutonium và triti
- Nghiệm giống lò phản ứng I, Arco, Idaho - lò phản ứng hạt nhân đầu tiên sản xuất điện năng, lò phản ứng nuôi đầu tiên, và lò phản ứng đầu tiên sử dụng plutonium làm nhiên liệu.
- Địa điểm Hanford, tiểu bang Washington - vị trí của các Lò phản ứng B sản xuất một số plutonium cho các thử Trinity và bom Fat Man.
- Phòng thí nghiệm George Herbert Jones, Chicago, Illinois - nơi plutonium lần đầu tiên được phân lập và đặc trưng hóa
- Bảo tàng Khoa học và năng lượng Mỹ, Oak Ridge, Tennessee - đúc vỏ bom

### Chuyển giao
- Sân bay Tinian, quần đảo Northern Mariana - địa điểm khởi đầu cho vụ ném bom nguyên tử xuống Hiroshima và Nagasaki, Nhật Bản trong Thế chiến II
- Bảo tàng Titan Missile, Sahuarita, Arizona bảo tàng tên lửa ngầm công cộng
- Địa điểm tên lửa Nike SF-88, Marin County, California - hoan toàn phục hồi phức hợp tên lửa Nike
- Bảo tàng quốc gia hạt nhân Khoa học & Lịch sử, Albuquerque, New Mexico - tên lửa và rocket
- Bảo tàng quốc gia của Không quân Hoa Kỳ, Dayton, Ohio - những Nagasaki B-29 máy bay ném bom B-29 (Bockscar) và tên lửa
- Quốc gia Hàng không và Không gian Museum, Washington, DC - máy bay ném bom B-29 Hiroshima B-29 (Enola Gay)
- White Sands Missile Range, New Mexico
- Bảo tàng không quân và tên lửa, Cape Canaveral Air Force Trạm, Florida
- Bảo tàng Không quân và Vũ khí, Eglin Air Force Base, Florida

### Khác
- Greenbrier Bunker, Greenbrier County, West Virginia - hầm ngầm cho Quốc hội Hoa Kỳ
- Atomic Testing Museum, Las Vegas, Nevada
- Công viên tưởng niệm hòa bình Hiroshima, Hiroshima - bao gồm đài tưởng niệm hòa bình Hiroshima, đài tưởng niệm hòa bình Hiroshima, và đài tưởng niệm liên quan
- Công viên hòa bình Nagasaki và Bảo tàng bom nguyên tử Nagasaki, Nagasaki